# William Henry Lang
William Henry Lang (* 12. Mai 1874 in Withyham, Groombridge, Sussex; † 29. August 1960 in Great Missenden, Buckinghamshire) war ein britischer Botaniker und Paläobotaniker. Sein offizielles botanisches Autorenkürzel lautet „W.H.Lang.“
Lang ging in Glasgow zur Schule und studierte Botanik und Zoologie an der Universität Glasgow mit dem Bachelor-Abschluss 1894. Außerdem legte er 1895 die Prüfungen als Mediziner ab, praktizierte aber nie. Unter dem Einfluss seines Lehrers Frederick Orpen Bower wandte er sich der Botanik zu. Wie dieser befasste er sich mit Farnen. Aufmerksamkeit fand er durch die Entdeckung eines Sporenbehälters auf dem Prothallium eines Farns (veröffentlicht in Proc. Roy. Soc., Band 60, 1896, S. 250–260). Von 1899 bis 1902 sammelte er Kryptogamen auf Sri Lanka und British Malaya. 1900 erhielt er einen D.Sc. der Universität Glasgow, wurde dort 1902 Lecturer, arbeitete mit Bower und David Thomas Gwynne-Vaughan (1871–1915), einem Paläobotaniker, zusammen und 1909 wurde er der erste Inhaber des Barker-Lehrstuhls für Botanik der Kryptogamen an der University of Manchester.
Er untersuchte die fossile Gattung von Trimerophytophyta Psilophyton aus dem Old-Red-Sandstein in den Sammlungen in Aberdeen. Mit Robert Kidston (1852–1924) beschrieb er zwischen 1917 und 1925 eine neue Klasse von fossilen Gefäßpflanzen-Kryptogamen aus dem Rhynie Chert des Devon und drei neue Gattungen (Rhynia, Horneophyton, Asteroxylon).
1911 wurde er Fellow der Royal Society, deren Royal Medal er 1931 erhielt für seine Arbeiten über Anatomie und Morphologie farnartiger Fossilien aus dem Old-Red-Sandstein. 1926 wurde er Fellow der Royal Society of Edinburgh, deren Neill Prize er 1915 bis 1917 erhielt. 1932 wurde er Ehrendoktor der Universität Glasgow und 1942 der Universität Manchester.  Er war auswärtiges Mitglied der Königlich Schwedischen Akademie der Wissenschaften und assoziiertes Mitglied der Königlichen Akademie von Belgien. 1956 erhielt er die Linné-Medaille.
Er übersetzte die englische Ausgabe des Lehrbuchs der Botanik (Textbook of Botany, 5. Auflage, Macmillan 1921) von Eduard Strasburger.